# Žlebské Chvalovice
Žlebské Chvalovice là một làng thuộc huyện Chrudim, vùng Pardubický, Cộng hòa Séc.